# Pedro Uralde
Pedro Uralde Hernáez (* 2. März 1958 in Vitoria-Gasteiz) ist ein ehemaliger spanischer Fußballspieler. Mit Real Sociedad San Sebastián gewann der Stürmer die ersten beiden spanischen Meistertitel der Vereinsgeschichte.

## Karriere

### Verein
Uralde spielte in der Jugend der lokalen Vereine CD Ariznabarra und CD Aurrerá aus seiner Heimatstadt Vitoria-Gasteiz, bevor er in die Jugendakademie von Real Sociedad wechselte. 1976 rückte er in den Seniorenbereich auf, wo er zunächst bei Real Sociedad B zum Einsatz kam. 
Sein Debüt in der Primera División gab Uralde am 3. Februar 1980 beim 4:0 von Real Sociedad gegen den baskischen Rivalen Athletic Bilbao. In seiner ersten Saison kam Uralde nur auf drei Einsätze in der ersten Mannschaft. In der folgenden Saison 1980/81 gelang ihm der Durchbruch zum Stammspieler. Er bestritt 29 Ligaspiele, erzielte sieben Tore und gewann den ersten Meistertitel der Vereinsgeschichte von Real Sociedad. In der folgenden Saison konnte er mit seinem Team den Titel verteidigen und wurde mit vierzehn Toren bester Torschütze seiner Mannschaft. 1982 gewann er den spanischen Superpokal und zog 1983 ins Halbfinale des Europapokal der Landesmeister ein, wo er mit Real Sociedad knapp am späteren Sieger Hamburger SV scheiterte.
1986 wechselte Uralde zu Atlético Madrid. In der folgenden Saison erzielte er acht Tore und belegte mit seinem Klub den siebten Platz. In der Copa del Rey erreichte er mit Atlético das Finale, wo er ausgerechnet gegen Real Sociedad nach Elfmeterschießen verlor. Am Ende der Saison wechselte er nach nur einem Jahr zu Athletic Bilbao.
In der Saison 1987/88 bestritt Uralde alle Spiele der Saison und wurde mit 15 Toren bester Torschütze seiner Mannschaft. Nach 13 Toren in der darauffolgenden Saison verlor er in der Saison 1989/90 seinen Stammplatz und erzielte nur noch sechs Tore.
Im Alter von 32 Jahren unterschrieb Uralde 1990 einen Vertrag beim damaligen Zweitligisten Deportivo La Coruña. In seiner ersten Saison hatte er mit 15 Toren maßgeblichen Anteil am Aufstieg in die erste Liga. In der Saison 1991/92 verhalf er Deportivo mit acht Toren zum Klassenerhalt und beendete am Ende der Spielzeit seine aktive Laufbahn.

### Nationalmannschaft
Uralde debütierte am 28. April 1982 beim 2:0 im Freundschaftsspiel gegen die Schweiz in der spanischen Nationalmannschaft.
Anlässlich der im selben Jahr im eigenen Land stattfindenden Weltmeisterschaft wurde Uralde von Nationaltrainer José Santamaría in das spanische Aufgebot berufen. Seinen einzigen Einsatz während des Turniers hatte er im letzten Spiel der Zwischenrunde gegen England, als er in der 67. Spielminute für Enrique Saura eingewechselt wurde. Das Spiel endete 0:0 und Spanien schied aus.
Sein drittes und letztes Länderspiel bestritt Uralde am 15. Oktober 1986 beim 2:2 im Freundschaftsspiel gegen Deutschland in Hannover, als er in der 79. Spielminute für Julio Salinas eingewechselt wurde.

## Erfolge
- Spanischer Meister: 1980/81, 1981/82
- Spanischer Superpokalsieger: 1982